# 馬洛埃拉普環礁
馬洛埃拉普環礁是太平洋由71個島嶼組成的環礁，屬於拉塔克礁鏈的一部分，是馬紹爾群島24個立法選區（legislative district）之一，位於奧爾環礁以北18公里，總土地面積9.8平方公里，中央的潟湖面積972平方公里，1998年人口856。

## 外部連結
- Marshall Islands site
- Oceandots entry for Maloelap
- Pacific Wrecks （页面存档备份，存于）